# 台湾逆毛藓
台湾逆毛藓（学名：Antitrichia formosana）为白齿藓科逆毛藓属下的一个种。